# 1994年5月10日日食

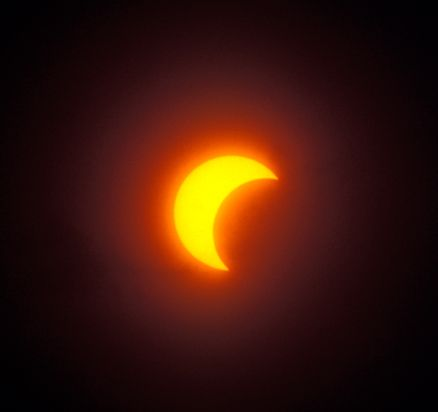
美国北达科他州俾斯麥的日偏食

1994年5月10日日食是一次日環食，發生於1994年5月10日（俄罗斯東端和北部的部分日偏食區域為5月11日）。新月當天（即朔日），地球上觀測到月球和太阳的角距離極小，此時月球如果恰好在月球交點附近，穿過太阳和地球之間，與地球、太阳接近一直線，則會出現日食。月球穿過太阳和地球之間，但距地球較遠，本影未能接觸地表，而使偽本影覆蓋的區域內看到月球的角直徑小於太陽，就形成日環食，同時在偽本影兩側數千公里的半影範圍內形成日偏食。此次日環食經過了墨西哥、美国、加拿大、葡萄牙亚速尔群岛、摩洛哥，日偏食則覆蓋了北美洲絕大部分、大西洋東北岸和周邊部分地區。

## 日食概況

### 出現區域
夏威夷島東南約1100公里處的太平洋洋面在日出時最先看到日環食，隨後月球偽本影向東北方向移動，經過墨西哥西北部，斜貫美國，在俄亥俄州富爾頓縣境內達到最大食分。此後偽本影又多次擦過加拿大東南角，橫跨大西洋並逐漸轉向東南方向移動，途中覆蓋了葡萄牙大陸地區西南方、地處非洲外海的自治區亚速尔群岛的部分島嶼，登上非洲大陸後在於日落時分劃過摩洛哥的一小段距離後就結束。其中，偽本影覆蓋了世界三大瀑布之一的尼亚加拉瀑布。此外摩洛哥拉巴特也被偽本影覆蓋，是本次環食帶內唯一首都。環食帶均在國際日期變更線以東，在5月10日看到日環食。
偽本影經過的陸地包括：
- 墨西哥：南下加利福尼亞州北部、下加利福尼亞州南部、索諾拉州中部偏北、奇瓦瓦州北部；
- 美国：亞利桑那州東南角、新墨西哥州東南部、德克萨斯州西北部、奧克拉荷馬州除西北端和東南半部以外的區域、堪薩斯州東南部、密蘇里州中部偏北、伊利诺伊州中部、印第安纳州北半部、密歇根州南部、俄亥俄州北部、宾夕法尼亚州西北部、纽约州除北端和東南部以外的大部、麻薩諸塞州極西北角、佛蒙特州除西北部和東南角外的絕大部分、新罕布什尔州除南北兩端外的絕大部分、缅因州南半部，其中在俄亥俄州富爾頓縣境內達到最大食分，世界三大瀑布之一的尼亚加拉瀑布也在環食帶內；
- 加拿大：第一次劃過安大略省東南部靠近休伦湖和伊利湖的區域，第二次擦過魁北克省東南部與美国佛蒙特州和新罕布什爾州交界處的極小區域，第三次覆蓋了新布藍茲維省南部和新斯科舍省中南部（包括塞布爾島）；
- 除聖瑪麗亞島外的絕大部分島嶼；
- 摩洛哥：杜卡拉-阿卜達大區北半部、馬拉喀什-坦西夫特-豪茲大區東北部、沙維雅-瓦拉迪格大區、大卡薩布蘭卡大區、拉巴特-薩累-宰穆爾-扎埃爾大區、西部-舍拉拉德-貝尼赫森大區南部、塔德萊-艾濟拉勒大區除西南部外的大部、蘇斯-馬塞-德拉大區東北部、梅克內斯-塔菲拉勒特大區除東南部和最北端外的大部、非斯-布勒曼大區除北端和東端外的大部、塔扎-胡塞馬-陶納特大區南部、東部大區西南端。[3][4]

除了上述狹窄的環食帶內能看到日環食之外，月球半影覆蓋範圍內都能看到日偏食，包括北美洲除千里達及托巴哥和阿留申群島最西端外的絕大部分、巴拿马中北部、哥伦比亚北部、委內瑞拉西北部、北非西半部、西非西半部、南欧中西部、西欧、中欧、北歐、东欧西北部、俄罗斯西北部沿海和最東端。依时区不同，大部分地區都在5月10日看到日食，俄罗斯最東端在5月11日看到日食，俄罗斯北部處於極晝的部分地區日食從5月10日深夜持續到5月11日凌晨。

此次日環食過程中月影在地表移動的動畫

### 基本參數
- 類型：日環食
- 食甚中心處（位於美国俄亥俄州富爾頓縣境內）資料：
  - 時間：1994年5月10日17:11:26.3
  - 地點：41°31.9′N 84°7.5′W / 41.5317°N 84.1250°W
  - 食分：0.9431（環食帶內最大）
  - 日環食持續時間：6分13.5秒

## 觀測
美国国家航空航天局林顿·约翰逊太空中心的觀測隊分為三支，分別前往德克萨斯州艾爾帕索、奧克拉荷馬州塔爾薩和堪薩斯州奧拉西，三隊觀測均獲成功。

## 相關的日食

### 1993-1996年的日食
月球交替位於相對的月球交點時，以半個交點年（食年），即約177天又4小時間隔出現下列日食。
| 降交點   | 降交點                   |                          | 升交點                    | 升交點 |
| 沙羅週期 | 地圖                     | 沙羅週期                 | 地圖                      |        |
| 118      | 1993年5月21日 偏食（北） | 123                      | 1993年11月13日 偏食（南） |        |
| 128      | 1994年5月10日 環食       | 133                      | 1994年11月3日 全食        |        |
| 138      | 1995年4月29日 環食       | 143 印度敦德洛德的日全食 | 1995年10月24日 全食       |        |
| 148      | 1996年4月17日 偏食（南） | 153                      | 1996年10月12日 偏食（北） |        |

### 沙羅周期
沙羅週期長度為18年11天。本次日食屬於沙羅週期128，共包含73次日食，依次為984年8月29日至1399年5月6日的24次日偏食、1417年5月16日至1471年6月18日的4次日全食、1489年6月28日至1543年7月31日的4次全環食（亦稱混合食）、1561年8月11日至2120年7月25日的32次日環食、2138年8月5日至2282年11月1日的9次日偏食，總共歷時1298.17年。其中最長的全食發生於1453年6月7日，共持續了1分45秒。
下表列舉了1901年至2100年間發生的屬於該周期的日食，是第52至62次：
| 52            | 53            | 54            |
| ------------- | ------------- | ------------- |
| 1904年3月17日 | 1922年3月28日 | 1940年4月7日  |
| 55            | 56            | 57            |
| 1958年4月19日 | 1976年4月29日 | 1994年5月10日 |
| 58            | 59            | 60            |
| 2012年5月20日 | 2030年6月1日  | 2048年6月11日 |
| 61            | 62            |               |
| 2066年6月22日 | 2084年7月3日  |               |

## 資料來源
1. ↑  樊忠玉. . 中国天文科普网.   [2016-01-27]. （原始内容存档于2014-09-17）.
2. 1 2  Fred Espenak. . NASA Eclipse Web Site.   [2016-01-27]. （原始内容存档于2020-10-23）.（英文）
3. ↑  Fred Espenak. . NASA Eclipse Web Site.   [2016-01-27]. （原始内容存档于2020-11-12）.（英文）
4. ↑  Xavier M. Jubier. .   [2016-01-27]. （原始内容存档于2019-08-30）.（法文）（英文）
5. ↑  Fred Espenak. . NASA Eclipse Web Site.   [2016-01-27]. （原始内容存档于2008-08-29）.（英文）
6. ↑  Paul D. Maley. .   [2016-01-29]. （原始内容存档于2020-10-30）.（英文）
7. ↑  Fred Espenak. . NASA Eclipse Web Site.（英文）

## 外部連結
- NASA日食專頁（页面存档备份，存于）（英文）
- 可見區域圖和時間統計：由弗雷德·埃斯佩纳克做出的日食預報，NASA/GSFC
  - Google互動地圖呈現的日食範圍
  - 貝塞爾元素
- Google地圖顯示的日環食和日偏食範圍（页面存档备份，存于）（法文）（英文）

圖片：
- 樹影中的日食，1999年8月13日每日一天文圖，拍攝於美国伊利诺伊州埃文斯頓西北大學，2000年12月25日再次入選每日一天文圖
- 冬至、耶誕節的日偏食，2000年12月21日每日一天文圖

| \| \| 日食 \|                              |                              |                                           |
| 上一次日食： 1993年11月13日日食 （日偏食） | 1994年5月10日日食 （日環食） | 下一次日食： 1994年11月3日日食 （日全食） |
| 上一次日環食： 1992年1月4日日食            | 1994年5月10日日食 （日環食） | 下一次日環食： 1995年4月29日日食          |
|                                            | 日食                         |                                           |